# Ab Harrewijn
Albert Bastiaan (Ab) Harrewijn (Giessen-Nieuwkerk, 22 november 1954 – Utrecht, 13 mei 2002) was een Nederlands politicus. Hij was namens GroenLinks lid van de Tweede Kamer, totdat hij in 2002 plotseling aan een herseninfarct overleed. Zijn bijnaam was de Rode Dominee.

## Levensloop
Afkomstig uit een Gereformeerde Bondsgezin uit de Alblasserwaard sloot Harrewijn zich tijdens zijn studie theologie aan de Universiteit Utrecht aan bij de Communistische Partij van Nederland (CPN) en Christenen voor het Socialisme. Hij zette zich na zijn afstuderen in 1982 als hervormd predikant sterk in voor mensen aan de 'onderkant' van de samenleving, zoals daklozen, bijstandsgerechtigden en verslaafden, en van 1983 tot 1994 werkt hij als arbeidspastor via het Arbeidspastoraat DISK op scheepswerven in Amsterdam-Noord. Voor de CPN was hij tegelijkertijd Utrechts bestuurslid op afdelings- en districtsniveau. Tevens zat hij in die tijd onder meer in de werkgroep 'De Arme Kant van Nederland'. In 1991 richt hij De Linker Wang op, een platform voor geloof en politiek, gelieerd aan GroenLinks, de partij waarin de CPN enkele jaren eerder was opgegaan. Hij publiceerde over zijn interreligieuze maatschappijvisie in 2001 het boek "Bijbel, Koran, Grondwet" naar aanleiding van dilemma's aangaande de godsdienstvrijheid.
Op 1 februari 1995 werd hij partijvoorzitter van GroenLinks. Hij bleef dat tot 19 mei 1998, toen hij gekozen werd als lid van de Tweede Kamer. In het parlement hield hij zich vooral bezig met defensie en sociale zaken; het eerste leverde hem de bijnaam "generaal Ab" op. Zo was hij in 1999 en 2000 lid van de tijdelijke commissie Besluitvorming Uitzendingen.
Bij de Tweede Kamerverkiezingen 2002 was Harrewijn opnieuw verkiesbaar. Hij stond als elfde op de kandidatenlijst. Hij overleed echter op 13 mei in het Mesos Medisch Centrum in Utrecht, twee dagen voor de verkiezingen en een week na de moord op Pim Fortuyn, op 47-jarige leeftijd aan de gevolgen van een herseninfarct dat hem vier dagen eerder had getroffen. Na zijn dood werd door De Linker Wang de jaarlijkse Ab Harrewijn Prijs ingesteld voor een persoon of groep personen die zich met een origineel idee hebben ingezet voor de onderkant van de samenleving. De Landelijke Cliëntenraad organiseert sinds 2003 jaarlijks de Ab Harrewijn-rede.

### Wet-Harrewijn
In 2006 werd door het parlement de Wet-Harrewijn aangenomen. Deze wet is gebaseerd op een initiatiefvoorstel uit 2001 van Harrewijn en fractiegenoot Paul Rosenmöller en beoogt ondernemingsraden inzicht te geven in de hoogte van inkomens van topkader, bestuurders en toezichthouders van een onderneming.